# 타피스키아과
타피스키아과(Tapisciaceae)는 속씨식물의 과 중 하나이다. 최근까지 분류학자들에 의해 폐기되어 왔으며, 2003년 APG II 분류 체계도 인정하지 않았다. 그러나 APG III 분류 체계에서 2개의 작은 속인, 타피스키아속(Tapiscia)과 후에르테아속 (Huertea)을 묶어 하나의 독립된 과로 다시 인정하고 있다. 6종을 포함하고 있다. 그리고 현재는
후에르테아목(Huerteales)에 속해있다.

## 하위 속
- 타피스키아속 (Tapiscia) - 중국 토착종 2종
- 후에르테아속 (Huertea) - 카리브 제도와 남아메리카 북부 토착종 4종

## 계통 분류
2013년 크리스텐휴즈 등(M. J. M. CHRISTENHUSZ et al.)의 연구에 기반한 후에르테아목의 계통 분류는 다음과 같다.
| 페테나이아과 | 페테나이아속 |
|              | 페테나이아속 |
| 게라르디나과 | 게라르디나속 |
|              | 게라르디나속 |

|  | 후에르테아속 |
|  |              |
|  | 타피스키아속 |
|  |              |

|  | 디펜토돈속   |
|  |              |
|  | 페로테티아속 |
|  |              |

|  | 후에르테아속 |
|  |              |
|  | 타피스키아속 |
|  |              |

|  | 디펜토돈속   |
|  |              |
|  | 페로테티아속 |
|  |              |

| 페테나이아과 | 페테나이아속 |
|              | 페테나이아속 |
| 게라르디나과 | 게라르디나속 |
|              | 게라르디나속 |

|  | 후에르테아속 |
|  |              |
|  | 타피스키아속 |
|  |              |

|  | 디펜토돈속   |
|  |              |
|  | 페로테티아속 |
|  |              |

|  | 후에르테아속 |
|  |              |
|  | 타피스키아속 |
|  |              |

|  | 디펜토돈속   |
|  |              |
|  | 페로테티아속 |
|  |              |